# 爱德华·默里·伊斯特
爱德华·默里·伊斯特（1879年10月4日—1938年11月9日）是一位美国植物遗传学家、农学家和優生學家，工作于哈佛大学博思研究所，发现了玉米等自交作物经杂交可以提高产量。